# Beat Butchers
Beat Butchers är ett svenskt skivbolag som fokuserar på svensk punkmusik.

## Historia
I början av 1980-talet i ett pojkrum spelade ett kompisgäng in en massa knäppa låtar, med tillfälligt påhittade band. Några av dessa låtar släpptes på kassetter under namnet ”Anarki i Studio otukt”. 1984 släpptes den första skivutgåvan, Rolands Gosskörs vinylsingel ”Genom barriären”. Under åren efter det släpptes ytterligare några singlar och 1988 var det dags att släppa den första LP-skivan; det var en split med Coca Carola på ena sidan och 23 Till på andra sidan.  
I början på 1990-talet hade omsättningen ökat till en nivå där det inte längre gick att driva verksamheten vidare utan att registrera det som ett bolag. I samband med det, 1991, byttes namnet "Studio otukt rec" ut till Beat Butchers. 
Under 90-talet började verksamheten ta mer och mer fart. Beat Butchers, som trott att cd-skivor bara var för de stora skivbolagen, övergav (efter två kostsamma releaser i båda formaten) LP-skivan till förmån för cd-skivan. Bolaget lämnade sin dåvarande distributör Pet Sounds till förmån för Musik Distribution som senare blev MNW distribution. Från att ha bestått av två personer som skött allt utökades bolaget med en tredje person som kom att sköta postorderverksamheten, till en början hemifrån. Men när verksamheten växte ytterligare blev det allt svårare att driva den hemifrån och verksamheten flyttades till ett eget kontor på Gjutargatan på Kungsholmen i Stockholm. 
På Hultsfredsfestivalen några år tidigare hade Beat Butchers stött på Birdnest Records och ett samarbete uppstod. Tillsammans startades skivserien "Definitivt 50 spänn", inspirerade av Sveriges största singel. Skiva nummer 3 i serien såldes i över 50 000 sålda exemplar. Konceptet Totalgalan som arrangerades i Stockholm, Köping, Norrköping, Luleå och Göteborg, var punkgalor med band framför allt från Birdnest och Beat Butchers och dessa galor var konstant utsålda och hade stor betydelse för den punkvåg som svepte över landet. Dia Psalma kom att bli vågens största band och sålde guld. Flera av de andra banden som till exempel Coca Carola och Radioaktiva Räker tog sig in på topplistorna. Mot slutet av 90-talet började den stora svenska punkvågen ebba ut. Takten på skivutgivningen minskade och flera av banden som Beat Butchers länge arbetat med tackade för sig. Beat Butchers fick uppmärksamhet utomlands genom att Svart Snö släppte två skivor i USA och Radioaktiva Räker gavs ut i Tyskland. Båda banden sjöng fortfarande på svenska.
När Beat Butchers distributör MNW distribution gick i konkurs tog Bonnier Amigo över distributionen av katalogen. Först 2005 tog det lite mer fart igen. Flera nya band, Sista Skriket, Varnagel, Slutstation Tjernobyl och Alarmrock, knöts till etiketten. Roger Karlsson, och Ohlson har semester production som hade varit med sedan tidigare började släppa skivor igen. Japanerna började mer och mer få upp ögonen för svensk trallpunk och plötsligt öppnades en ny skivmarknad som kompenserade den alltmer tynande skivförsäljningen i Sverige. Asta Kask åkte till exempel på Japanturné och Radioaktiva Räkers låt "En näve hat" har av den japanska trallpunkgruppen Takahashigumi valts som titelspår för deras platta Trall I La La (med svensk text). 
Under det tidiga 2009 lämnade Beat Butchers Bonnier Amigo och började samarbeta med Border Music distribution.

## Band som varit eller är knutna till skivbolaget
| - 23 Till - Alarmrock - APA - Asta Kask - Brandgul - Coca Carola - Fabriken - Gamla Pengar - Hans & Greta - Hyrda Knektar - Inferno - Järnmalm - Krapotkin | - Krymplings - Köttgrottorna - Le Muhr - Nittonhundratalsräven - Nein - Ohlson Har Semester Production - Parkinsons - Per Bertil Birgers Orkester - Radioaktiva Räker - Roger Karlsson | - Rolands Gosskör - Sista Skriket - Slutstation Tjernobyl - The Solar Lodge - Stormavdelningen - Strikt - Svart Snö - Söderberg - Tuk Tuk Rally - Varnagel - Åka Bil |

## Diskografi

### Album
- Coca Carola / 23 Till - Anabola Melodier - ORLP1 - 1988
- Blandade Artister - Studio Otukt Rec presenterar - ORLP2 - 1990
- Asta Kask / Rolands Gosskör - Sista dansen - ORLP3 - 1990 (cd ORCD3 1995)
- Köttgrottorna - Hungrig - ORLP4 / ORCD4 - 1991
- 23 Till - Allt vad jag vill ha - ORLP5 / ORCD5 - 1991
- The Solar Lodge - The world is yours - ORCD6 - 1992
- Coca Carola - Tigger & ber - ORCD7 - 1992
- Köttgrottorna - Sex, politik & fåglar - ORCD8 - 1993
- Köttgrottorna - Köttrea 1983-1993 - ORCD9 - 1993 (Samling med låtar från både Sista Bussen och Beat Butchers)
- 23 Till - Nöjd? - ORCD10 - 1993
- Tuk Tuk Rally - Luftballong - ORCD11 - 1993
- Radioaktiva Räker - Labyrint - ORCD12 - 1994
- Coca Carola - Läckert - ORCD13 - 1994
- Krymplings - Krymplings - ORCD14 - 1994
- 23 Till - Skåpmat - ORCD15 - 1994 (Samlings-cd)
- Köttgrottorna - Sanningens morgon - ORCD16 - 1994
- Tuk Tuk Rally - Eurodisco - ORCD17 - 1994
- The Solar Lodge - Blow - ORCD18 - 1994
- Blandade Artister - Beat Butchers 10 år - ORCD19 - 1994
- Hans & Greta - Snabbmat för folk i farten - ORCD20 - 1995
- 23 Till - Kryp - ORCD21 - 1995
- Roger Karlsson - Veckans babe - ORCD22 - 1995
- Radioaktiva Räker - Res Dig Upp - ORCD23 - 1996
- Coca Carola - Dagar kommer - ORCD24 - 1996
- Svart Snö - Smock'n'roll - ORCD25 - 1996
- Tuk Tuk Rally - Då å nu - ORCD26 - 1996 (Samlings-cd)
- The Solar Lodge - Fast Money Music - ORCD27 - 1996
- Brandgul - Champagne & trumpeter - ORCD28 - 1996
- Köttgrottorna - Tinnitus - ORCD29 - 1997
- Åka Bil - Åka Bil - ORCD30 - 1996
- Coca Carola - Fem år till moped - ORCD31 - 1996 (Samlings-cd)
- Radioaktiva Räker - Döda Mej Inte Så Dödar Jag Inte Dej - ORCD32 - 1998
- Åka Bil - På ett annat sätt - ORCD33 - 1998
- Coca Carola - Så fel som bara vi kan ha - ORCD34 - 1998
- Johan Anttila - Ensamvarg - ORCD35 - 1999
- Blandade Artister - Beat Butchers 15 år - ORCD36 - 1999
- Köttgrottorna - Soft metal - ORCD37 - 1999
- Ohlson har semester prod - Trumslagarpojken - ORCD38 - 2000
- Coca Carola - Feber - ORCD39 - 2000
- Per Bertil Birgers - Per Bertil Birgers - ORCD40 - 2001
- Coca Carola - Kom och slå mig igen - ORCD41 - 2001
- Radioaktiva Räker - Finito - ORCD42 - 2003 (Samling)
- Coca Carola - Kryp din jävel - ORCD43 - 2004
- Köttgrottorna - Far åt helvete - ORCD44 - 2005 (Dubbel-cd, varav CD2 är samling 1994-2004)
- Sista Skriket - Hela skiten är en jävla zombie! - ORCD45 - 2005
- Roger Karlsson - Indiansommar - ORCD46 - 2006
- Varnagel - Stenar mot pansarvagnar - ORCD47 - 2006
- Slutstation Tjernobyl - Noll nio noll - ORCD48 - 2006
- Blandade Artister - Bolagsstämman - ORCD49 - 2006
- Sista Skriket - Missnöjesrörelsen - ORCD50 - 2007
- Varnagel - Vill ha mer - ORCD51 - 2007
- Roger Karlsson - Brev från Ågesta - ORCD52 - 2007
- Ohlson har semester prod - Vapenskrammel och revolution - ORCD53 - 2008
- Roger Karlsson - Veckans babe 13 år och 6 bonusspår senare - ORCD54 - 2009
- Sista Skriket - Ett andetag i sänder - ORCD55 - 2009
- Roger Karlsson - In i äventyrets vilda labyrint - ORCD56 - 2011
- Dennis och dom blå apelsinerna - Vad Gör Våran Olja I Eran Mark? - ORCD 57 - 2012
- Coca Carola - Samlade - ORCD 58 - 2012
- Söderberg - Exorcism - ORCD 59 - 2013
- Roger Karlsson - Tecken & spår - ORCD 60 - 2013
- Köttgrottorna - Totalgalet - ORCD 61 - 2013
- V/A - En musikalisk hyllning till Köttgrottorna 30 år - ORCD 62 - 2013 (Hyllningsskiva till Köttgrottorna med där bland annat Ligisterna, Greta Kassler, Ohlson har semester prod., A.P.A, Kolonin m.fl. spelar egna versioner på Köttgrottornas låtar)
- Gamla Pengar - Här kommer kriget - ORLP 63 - - 2014
- Gamla Pengar - Här kommer kriget - ORCD 63 - 2014
- Coca Carola  - Kryp din Jävel - ORLP 43 - 2014
- Varnagel - Herrelösa hundar - ORCD 64 - 2014
- Le Muhr - Ge mig drömmar att leva eller gift att dö - ORLP 65 - 2015
- Le Muhr - Ge mig drömmar att leva eller gift att dö - ORLP 65 - 2015
- Hans & Greta- Snabbmat för folk i farten LP - ORLP 20 - 2015
- Roger Karlsson - Kysser sörmlands jord - ORLP 66 - 2015
- Radioaktiva Räker- Labyrint LP - ORLP 12 - 2015
- Coca Carola- Läckert LP - ORLP 13 - 2015
- Tuk Tuk Rally - Vinylen Samlade örhängen och andra artifakter - ORLP 67 - 2016
- Roger Karlsson - Nästan som på riktigt - ORLP 68  - 2016
- Radioaktiva Räker- ....Res Dig Up - ORLP 23  - 2017
- Coca Carola - Feber - ORLP 39 - LP 2017
- Krymplings- Krymplings - ORLP 14  - LP 2017
- Köttgrottorna - Robin Hood - ORLP 69  - 2017
- Roger Karlsson - Gubbjävelvärld - OR-LP70  - 2017
- Roger Karlsson - Gubbjävelvärld - OR-CD70  - 2017
- Radioaktiva Räker - Döda mej inte så dödar jag inte dej - OR-LP32 - 2018
- Gamla Pengar - Bon Purée - OR-DLP71 -2018
- 23Till - Shake it baby! - ORLP72
- 23Till - Shake it baby! - ORCD72
- Varnagel - Trallpunk - ORLP73 - 2020
- 23Till - Värmekyrkan Nkpg - ORCD 74
- Varnagel - I vargars land - ORLP 75 / ORCD 75
- Roger Karlsson - Mitt universum - OR LP76 / ORCD 76

### Minialbum
- Stormavd - Stormavd - ORM1 - 1987
- The Solar Lodge - Swallow this! - ORML1 - 1989
- Nein - Nein - ORML2 - 1990
- Ohlson har semester prod - Flöjtmannen - ORMCD1 - 1998
- Ohlson har semester prod - Ett slag - ORMCD2 - 2003
- Järnmalm - Ur gruvan - ORMCD3 - 2010
- Järnmalm - Skördar och sår - ORMCD4 - 2011

### Singlar och EP
- Rolands Gosskör - Genom barriären - ORS1 - 1984
- Krapotkin - Förrädaren - ORS2 - 1985
- Krapotkin - Kosacker - ORS3 - 1985
- Krapotkin / Inferno - Splitsingel - ORS4 - 1986
- APA - En häftig bil - ORS5 - 1987
- Inferno - Knockout - ORS6 - 1986
- Coca Carola - Kom till kriget - ORS7 - 1987
- APA - 02:00 - ORS8 - 1988
- 23 Till - Vitt slem - ORS9 - 1988
- The Solar Lodge - A reflection - ORS10 - 1988
- The Solar Lodge - The sacrist - ORS11 - 1988
- Parkinsons - Mannen från Norrmalm - ORS12 - 1989
- 23 Till - Lycklig - ORS13 - 1989
- Köttgrottorna - Elda för kråkor - ORS14 - 1990
- Parkinsons - Religion - ORS15 - 1990
- Stormavd - Fleischwagen - ORS16 - 1990
- Köttgrottorna - I morgon bitti - ORS17 - 1991
- Coca Carola - C/C 7" - ORS18 - 1991
- The Solar Lodge - Wild World - ORS19 - 1991
- Tuk Tuk Rally - Beirut Bar - ORS20 - 1992
- Köttgrottorna - Det vaga könet - ORS21 - 1992
- Tuk Tuk Rally - Stjärnorna - ORCDS22 - 1992
- Nittonhundratalsräven - Jag vill inte ha nånting - ORCDS23 - 1992
- 23 Tomtar (23 Till) / Dennis & De Blå Apelsinerna - Julsingel - ORS24 - 1992
- Köttgrottorna - Bosnien - ORSCD25 - 1993
- Radioaktiva Räker - Verkligheten - ORS26 - 1993
- 23 Till - Balladen om Olsson - ORCDS27 - 1993
- Tuk Tuk Rally - Entvåtrefyr! - ORCDS28 - 1993
- Coca Carola - Dimmornas land - ORCDS29 - 1994
- Tuk Tuk Rally - Brett å internationellt - ORCDS30 - 1994
- Köttgrottorna - Jag, fågel - ORCDS31 - 1994
- Tuk Tuk Rally - Måndag - ORCDS32 - 1994
- Åka Bil - En sång som gör mej glad - ORCDS33 - 1994
- Radioaktiva Räker - Bakom spegeln - ORCDS34 - 1994
- Coca Carola - Inbördes beundran - ORCDS35 - 1995
- Tuk Tuk Rally - Erbanaza! - ORCDS36 - 1995
- Ornitologs - Free - ORCDS37 - 1995
- 23 Till - För den goda sakens skull - ORCDS38 - 1995
- Roger Karlsson - Dansar så dåligt - ORCDS39 - 1995
- Brandgul - Alla dessa drömmar - ORCDS40 - 1996
- Blandade Artister - Beat Butchers 20 år - ORS41 - 2003
- Alarmrock - 5 skott i pikkan - ORCDS42 - 2007
- Sista Skriket - Du är mitt allting - ORCDS43 - 2010
- Gamla Pengar - Gamla Pengar - ORS44 - 2011
- Gamla Pengar - Stekt orm - ORS45 - 2011
- Fabriken - Till alla er -  ORCDS 46 - 2013
- Fabriken - Alla felen e nån annans -  ORS 47 - 2013
- Roger Karlsson - Spår - ORCDS 48 - 2013
- Hans & Greta - Jag vill bli din man - ORS 49 - 2014
- Coca Carola - Kom till festen (CD-R 140 ex) -ORCDS 50 - 2015
- Fabriken - Där det alltid regnar - ORCDS 51 - 2015
- Fabriken - Mot botten av ett hål - ORCDS 52 - 2016
- Fabriken - Hoppa av i farten - ORCDS 53 - 2018
- Hyrda Knektar - Törnar, snår och ris - ORCS 54 / SE015 - 2020
- Fabriken - Tortera mig med kärlek - ORCDS 55 - 2020
- 23Till / Patrik Lindgren & 23Till - Nere på NP33 Split-EP - ORCDS 56 - 2021

### Kassetter
- Krapotkin / Rolands Gosskör - Vem orkar - ORK1 - 1986
- Blandade Artister - Otukt på Långholmen - ORK2 - 1990
- Parkinsons - Med två huvuden - ORK3 - 1993

### Promo
- Krymplings - 3 track promo kassett - ORKP1 - 1994
- Blandade Artister - Promo 1996 - OR-PROMOCDS 1 - 1996
- Roger Karlsson - Septembersken - OR-PROMOCDS1 - 2005
- Varnagel - Kanal 5 - OR-PROMOCDS 2 - 2006
- Roger Karlsson - Spring 2011 OR-PROMOCDS 4
- Roger Karlsson - Enklaste vägen förbi - OR-PROMOCDS 5 - 2011
- Roger Karlsson - Var inte rädd  - OR-PROMOCDS 6 - 2011
- Järnmalm - Efter skörden 2011  - OR-PROMOCDS 7 - 2011
- Järnmalm - Frakturer 2011  - OR-PROMOCDS 8 - 2011
- Nittonhundratalsräven - Demos från ett källarhål - OR-PROMOCDS 9 2011
- Gamla Pengar - Stekt orm 2011  - OR-PROMOCDS 10 - 2011
- Gamla Pengar -Stekt orm EP - OR-PROMOCDS 11 - 2011
- Roger Karlsson - Jävla stad - OR-PROMOCDS 12 - 2012
- Le Muhr - Flickorna på klubben - OR-PROMOCDS 13 -2012
- Söder - Vad ska du bli ? - OR-PROMOCDS 14 - 2012
- Söderberg - Vad ska du bli ? - OR-PROMOCDS 15 - 2012
- Köttgrottorna - Bolla med Zlatan - OR-PROMOCDS 16 - 2013
- Roger Karlsson - Folket under broarna - OR-PROMOCDS 17 2013
- Gamla Pengar - Fred - OR-PROMOCDS 18 - 2014

### Nätreleaser
- Järnmalm - Till omvärlden - ORD01 - 2010
- Varnagel - Avsked live 2008-05-24 ORD02 - 2010
- Järnmalm - Efter skörden - OR-D03 - 2011
- Järnmalm - Frakturer - OR-D04 - 2011
- Nittonhundratalsräven - Demos från ett källarhål - OR-D05 -2011
- Gamla Pengar - Stekt orm - OR-D06 - 2011
- Le Muhr - Flickorna på klubben, släppt med tillhörande tygpåse
- Dennis & dom blå apelsinerna - Du ska OR-D08 2012
- Söder - Vad ska du bli? OR-D09 2012
- Gamla Pengar - Vackra land som ingenting gav - OR-D10 - 2012
- Le Muhr - Psychoex ( Definition Baroque Remix) - OR-D11 - 2012
- Inferno - Aldrig ensam igen - OR-D12 - 2012
- Rolands Gosskör - Pigs part one - OR-D13 - 2012
- Söderberg - Vad ska du bli? - OR-D14 - 2012
- Rolands Gosskör - Långt härifrån - OR-D15 - 2012
- Köttgrottorna - Bolla med Zlatan - OR-D16 - 2013
- Roger Karlsson - Folket under broarna - OR-D17 - 2013
- Söderberg - Spanska sjukan - OR-D19 - 2012
- Fabriken - Till alla er - OR-D20 - 2013
- Roger Karlsson - Alby - OR-D21- 2013
- Söderberg - Nu hör jag hur dom sjunger - OR-D22 -  2013
- Fabriken - När du ligger ner, res Dig upp - OR-D23 - 2013
- Gamla Pengar - Fred - OR-D24 - 2014
- Coca Carola - Första demon - OR-D25 - 2014
- Gamla Pengar - Ideal - OR-D26 - 2014
- Slustation Tjernobyl - Ge mig mandat - OR-D27 2014
- Alarmrock - Kontinental - OR-D28  - 2014
- The Solar Lodge - Live på Långholmen - OR-D29 - 2014
- Le Muhr - Flykten - OR-D30 - 2014
- Inferno - Till Amanda - OR-D31 - 2015
- Le Muhr - Ge mig drömmar att leva eller gift att dö - OR-D32 - 2015
- Roger Karlsson - Kysser sörmlands jord - OR-D33 - 2015
- Köttgrottorna - Gubbar är snygga - OR-D34 - 2016
- Brandgul - Vän med framtiden - OR-D35 - 2017
- Roger Karlsson - 2017, patriarkernas år - OR-D36 - 2017
- Roger Karlsson - På fabriken - OR-D37 - 2018
- Inferno - Aldrig ensam igen - OR-D38 - 2018
- Rolands Gosskör - Det brinner i Ringhals - OR-D39 - 2018
- Köttgrottorna - 40 År - OR-D40 - 2018
- Köttgrottorna - Den sista symfonin - OR-D41 - 2018
- Köttgrottorna - ADHD - OR-D42 - 2018
- 23Till - Värmekyrkan Nkpg - OR-D43 - 2019
- 23Till - Lucifer - OR-D44 - 2019
- 23Till - Det kommer bli bättre - OR-D45 - 2019
- 23Till - Musiken - OR-D46 - 2019